# Lymantria attantica
Lymantria attantica este o specie de molii din genul Lymantria, familia Lymantriidae, descrisă de Jules Pièrre Rambur 1842 Conform Catalogue of Life specia Lymantria attantica nu are subspecii cunoscute.